# Andrea da Firenze
Andrea da Firenze, también conocido como Andreas da Florentia, Andrea dei Servi, Andrea degli Organi y Andrea di Giovanni (siglo XIV – 1415) fue un compositor y organista italiano de finales de la Edad Media. Junto con Francesco Landini y Paolo da Firenze era uno de los representantes de la época estilística conocida como Trecento, a veces denominado "ars nova italiano", que es el período de transición entre la música de la Edad Media y la música del Renacimiento en Italia. Destaca su prolífica producción de canciones profanas, principalmente ballate.

## Vida
Andrea fue miembro de la Orden de los Servitas, cuyos registros han sobrevivido intactos, de ahí que se conozca más sobre su vida de lo que suele ocurrir con los compositores del siglo XIV. Entró en la orden en 1375, aunque se desconoce a qué edad. Una de sus primeras actividades dentro de la orden era llevar a cabo el encargo de construir un órgano para la casa de los Servitas en Florencia, para lo cual contrató a Francesco Landini como asesor. Entre los registros que sobreviven están los recibos del vino que los dos tomaron durante los tres días que se tardó en afinar el instrumento.
Evidentemente, él y Landini tuvieron éxito, ya que en 1387 Andrea recibió un encargo similar para construir un órgano para la catedral de Florencia. Un encargo registrado en 1382 para un "Maestro Andrea" de construir un órgano en Rieti, entre Florencia y Roma, podría haber sido también para él, pero aún no ha sido identificado de manera concluyente. Se deduce que ambos compositores eran amigos cercanos, dadas las evidencias del tiempo que pasaban juntos así como las referencias que se encuentran en su producción musical.
Asimismo Andrea estuvo activo en su orden como administrador. En 1380 se convirtió en prior del monasterio florentino de los Servitas, SS Annunziata. En 1393 asumió la función adicional de prior del monasterio en Pistoia. Desde 1407 hasta 1410 dirigió toda la orden de los Servitas en la Toscana.

## Obra
Toda la música conservada de Andrea da Firenze con atribución fiable pertenece al género de la ballata. Se conocen treinta, de las que dieciocho son a dos voces y doce a tres. Además, hay una ballade en francés que puede ser obra suya, basándonos en las similitudes estilísticas y una atribución contemporánea de la pieza a un nombre similar al suyo. La fuente principal de su obra es el Codex Squarcialupi. Este manuscrito también incluye, en la sección que contiene la música de Andrea, una colorida ilustración de un hombre tocando un órgano, probablemente el propio Andrea.
Las ballate a dos voces por lo general están escritas para dos voces de canto. Dos de ellas incluyen un tenor instrumental. No todas las ballate a tres voces tienen texto en las tres voces y la tercera voz podría haber sido a veces interpretada con un instrumento. La música de Landini destaca por el refinamiento, la elegancia y una línea melódica memorable que eran las claras metas del compositor. Por su parte, la música de Andrea es dramática, inquieta y a veces desunida. Asimismo, incluye fuertes disonancias para resaltar ciertos pasajes del texto. Una de sus ballate incluye un intervalo melódico de una octava aumentada, para subrayar la palabra maladetto (maldito), haciendo que resalte con respecto al resto de la música.